# Villa Geno
Villa Geno è una villa tardo-neoclassica di Como, opera dell'architetto Giacomo Tazzini.

## Storia e descrizione
Adagiata sulle rive del Lario, la villa fu costruita nei pressi dell'omonima punta (un tempo detta Zeno), collocata in un'area abitata dall'uomo fin dal tempo dei Liguri. All'epoca tardo-romana risale invece una lapide che, nel 1721, fu riportata alla luce nella stessa area.
La punta di Geno, che per lungo tempo fece parte dei Corpi Santi di Como, fino al 1516 ospitò un complesso conventuale di Umiliati, insediatisi poco più di tre secoli prima il quel luogo, ove già si trovava un edificio di culto cattolico. Dagli Umiliati, il complesso finì - tramite l'Ospedale Sant'Anna - nelle mani del Comune di Como, che vi realizzò un lazzaretto dedicato a San Clemente. La presenza di questa struttura comportò il soprannome di Ca' di mort ("casa dei morti"). In cambio della proprietà nei pressi della punta di Geno, gli Umiliati entrarono in possesso della chiesa di San Martino di Zezio, nei pressi della quale gli stessi religiosi gestirono fino al 1571 un altro lazzaretto.
Al termine di alcuni di passaggi di mano che coinvolsero dapprima la famiglia milanese dei Della Porta e poi l'Ospedale Sant'Anna, nel 1790 tutta l'area venne rilevata dall'alessandrina Cristina Emilia Ghilini Pettenari, sposata con il marchese Antonino Menafoglio, committente di una ristrutturazione che, abbattendo la cappella di San Clemente, avrebbe dovuto trasformare tutto il complesso in una villa di piacere. La cappella - o quantomeno un ossario legato al lazzaretto - rimase tuttavia al proprio posto almeno fino al 1884, anno in cui lo stesso ossario sarebbe stato avvistato da August Strindberg durante un'escursione in barca. Un ulteriore cambio di proprietà avvenne nel corso dei lavori, quando a inizio Ottocento il complesso venne acquistato da Carlo Cristoforo Cornaggia Medici. Attorno al 1820, la villa si doveva presentare in forme diverse rispetto a quelle attuali: a partire dalla metà del XIX secolo, i Cornaggia Medici si fecero infatti carico di una serie di interventi che comportarono una completa ricostruzione dell'edificio. Se il nuovo progetto degli esterni fu curato dal Tazzini, le decorazioni ad affresco all'interno della villa furono commissionate ai pittori Eleuterio Pagliano e Giuseppe Bertini. Alla famiglia dei Cornaggia Medici si devono inoltre la realizzazione di un grande parco attorno alla villa, oltre alla costruzione del viale che, ancora oggi, mette in collegamento la zona di Geno al centro città.
Nel XX secolo, la villa fu in un primo tempo rilevata dal Comune di Como (1911), che intraprese una serie di lavori finalizzati a ridurre le dimensioni del parco. Successivamente, l'edificio fu convertito in un ristorante.
Verso la fine degli anni 1940, l'estremità della punta di Geno fu dotata di una monumentale fontana. Il gioco d'acqua, collocato di fronte alla facciata principale della villa, è noto come fontana di Villa Geno. Realizzata tra il 1948 e il 1951 su progetto di Renato Uslenghi, la fontana è capace di spingere l'acqua verso l'alto, fino a oltre 40 m in altezza.